# Teen Beach Movie (banda sonora)
Teen Beach Movie: Original Motion Picture Soundtrack es el repertorio de las canciones de la película Teen Beach Movie (Protagonizada por Ross Lynch, Maia Mitchell, Garrett Clayton, Grace Phipps y John DeLuca). No es un álbum es un repertorio con todas las canciones de la película. Se puede descargar digitalmente. En álbum logró vender más de 88 000 copias legales sólo en Estados Unidos por lo que recibió cuatro discos de Oro otorgados por la RIAA debutando en la posición número 3 del Billboard 200 la primera semana de Estrenó.

## Lista de canciones
| N.º | Título                                         | Artist(s)                                                         | Duración |  |
| 1.  | «Oxygen»                                       | Maia Mitchell                                                     | 3:01     |  |
| 2.  | «Surf Crazy»                                   | Spencer Lee Teen Beach Movie cast Keely Hawkes                    | 3:02     |  |
| 3.  | «Cruisin' for a Bruisin'»                      | Ross Lynch Jason Evigan Grace Phipps                              | 3:15     |  |
| 4.  | «Falling for Ya»                               | Phipps                                                            | 3:12     |  |
| 5.  | «Meant to Be»                                  | Lynch Lee Mitchell Phipps Garrett Clayton                         | 3:40     |  |
| 6.  | «Like Me»                                      | Mitchell Cast Phipps Lynch Lee                                    | 3:18     |  |
| 7.  | «Meant to Be (Reprise 1)»                      | Lee Phipps                                                        | 1:40     |  |
| 8.  | «Can't Stop Singing»                           | Lynch Mitchell                                                    | 2:25     |  |
| 9.  | «Meant to Be (Reprise 2)»                      | Lynch Mitchell                                                    | 0:34     |  |
| 10. | «Surf's Up»                                    | Lynch Mitchell Cast                                               | 3:01     |  |
| 11. | «Coolest Cats in Town»                         | Phipps Lee Evigan                                                 | 2:45     |  |
| 12. | «Surf Crazy Finale»                            | Cast                                                              | 2:31     |  |
| 13. | «Cruisin for a Bruisin (Versión Instrumental)» | Mitch Allan Jason C. Miller Nikki Leonti Evigan                   | 3:15     |  |
| 14. | «Falling for Ya (Versión Instrumental)»        | Aris Archontis Chen Neeman                                        | 3:12     |  |
| 15. | «Surf's Up (Versión Instrumental)»             | Ali "Dee" Theodore Jordan Yaeger Garrett Kotecki Alana Da Fonseca | 2:58     |  |

## Posicionamiento
| Listas (2013)    | Máxima posición |
| ---------------- | --------------- |
| US Billboard 200 | 3               |
| UK Albums Chart  | 36              |

## Historial de Lanzamientos
| País           | Fecha               | Formato           |
| -------------- | ------------------- | ----------------- |
| Estados Unidos | 17 de julio de 2013 | Descarga Digital  |
| Países Bajos   | 16 de julio de 2013 | Descargar Digital |
| Latinoamérica  | 2013                | Descargar Digital |